# Mikołaj Sawicki
Mikołaj Sawicki (* 28. Oktober 2005) ist ein polnischer Fußballspieler.

## Karriere
Sawicki begann seine Karriere beim SV Hirschstetten. Im März 2013 wechselte er zum FC Stadlau. Zur Saison 2019/20 wechselte er in die AKA Burgenland, in der er fortan sämtliche Altersstufen durchlief.
Zur Saison 2023/24 wechselte er zu den Amateuren des FK Austria Wien. Sein Debüt in der Regionalliga gab er im Juli 2023. In seiner ersten Saison kam er zu 27 Einsätzen in der Ostliga. In der Saison 2024/25 absolvierte er 28 Partien, mit den Young Violets stieg er in die 2. Liga auf.
Sein Debüt in der 2. Liga gab Sawicki im August 2025, als er am zweiten Spieltag der Saison 2025/26 gegen den SK Austria Klagenfurt in der Nachspielzeit für Romeo Mörth eingewechselt wurde.